# محمود محمود
محمود محمود، لاعب كرة قدم مصري لعب لنادي الزمالك واشتهر باسم رمبو.

## المسيرة الاحترافية
لعب لنادي الزمالك في الفترة من 2001 حتى 2007، وحقق مع الفريق العديد من بطولات، حيث حقق بطولة الدوري ثلاث مرات والسوبر المصري مرة ودوري ابطال أفريقيا مرة والسوبر السعودي المصري مرة وكأس مصر مرة وكأس سوبر أفريقيا مرة. وأن التاريخ الزملكاوي سيظل ذاكرا لهذا الاعب نظرا لعشقه الغير محدود لنادي الزمالك. ولن ينسي أحد هدفه في مرمي اسمنت السويس موسم الفين وسته الفين وسبعه عندما ذهب للجمهور ليبكي بعدها خوفا من رحياه عن نادي الزمالك بيته الأول.لعب بعد ذلك لنادي المصرية للاتصالات في الموسم الأول للفريق وبعدها لم يكمل المسيرة مع الفريق لشعوره بالغربة في أي فريق غير الزمالك. ولد في عام الف وتسعمائه وثلاث وثمانون واخوه هو نبيل محمود لاعب الزمالك السابق والمدير الفني حاليا ولقد مثل منتخب مصر دوليا في العديد من المحافل. واشتهر محمود محمود باسم رامبو

## وصلات خارجية
- محمود محمود على موقع الاتحاد الدولي (مؤرشف)  (الإنجليزية)
- محمود محمود على موقع قاعدة بيانات كرة القدم.إي يو (الإنجليزية)